# 盛重庆
盛重庆（1941年11月—），江苏镇江人，中华人民共和国传媒人物，高级编辑，中国电视艺术家协会原副主席、顾问，原上海电视台台长。

## 生平
1966年毕业于复旦大学新闻系。1968年，进入芜湖日报社，历任记者、评论组组长。1970年调入贵州贵阳电线厂宣传科工作。1978年，进入南通人民广播电台工作，历任记者、编辑、评论组组长、新闻部主任、总编室主任。1985年任南通人民广播电台常务副台长（主持工作）、南通市广播电视局局长。1988年，任上海市广播电视局办公室主任、局党委委员。1991年，任上海电视台台长兼总编辑，1996年兼任上海美术电影制片厂厂长。1999年任上海东方明珠（集团）股份有限公司董事长。2002年任东方网监事长。1998年评为高级编辑。任内曾组织建设南通电视塔、参与建造东方明珠广播电视塔领导工作（常务副总指挥），组织建造上海广电大厦、上视大厦。